# Bundelkund
Le Bundelkund (ou Bundelkhand) est une région géographique de l'Inde centrale. Il est actuellement divisé entre les États de l'Uttar Pradesh et du Madhya Pradesh qui en comprend la plus grande partie.
Cette région était l'emplacement de l'ancien Royaume de Chedi. Son nom provient des Rajputs de Bundelâ, qui succédèrent aux Rajputs de Chandela en tant que maîtres de la région au XVIe siècle.
Les villes principales du Bundelkund sont Jhansi, Banda, Chitrakoot, Datia, Tikamgarh, Rath, Lalitpur, Sagar, Damoh, Orai, Panna, Hamirpur, Mahoba, Narsinghpur et Chhatarpur.
Cependant la localité la plus connue est Khajurâho ou se trouvent des temples décorés de sculptures du Xe siècle à la sensualité et à l'érotisme très explicites.
Les mines de Panna ont été fameuses pour avoir délivré de magnifiques diamants ; l'un des plus gros trouvés ici était conservé dans le fort de Kalinjar.

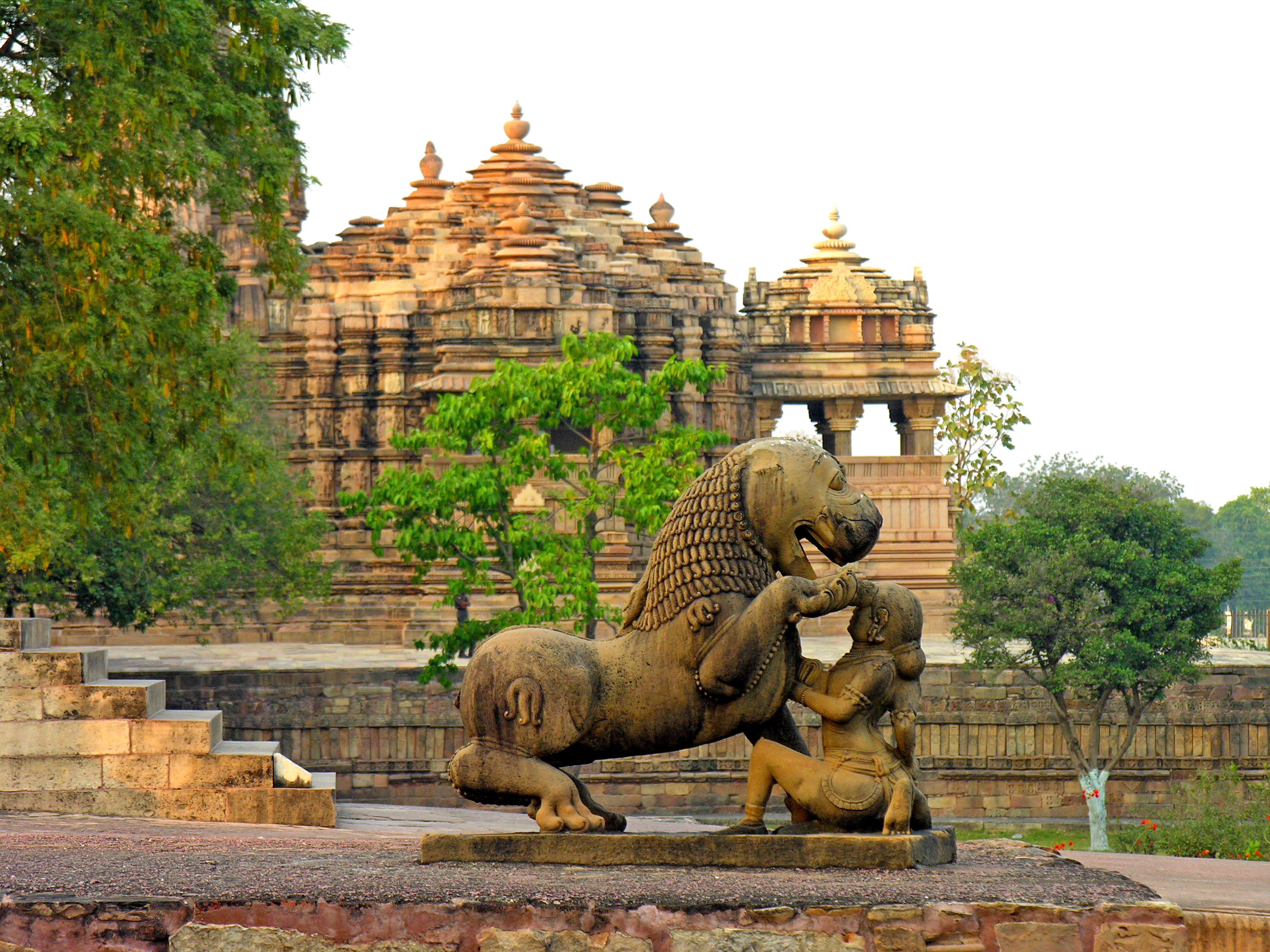
Temple à Khajurâho
Localisation du Bundelkund
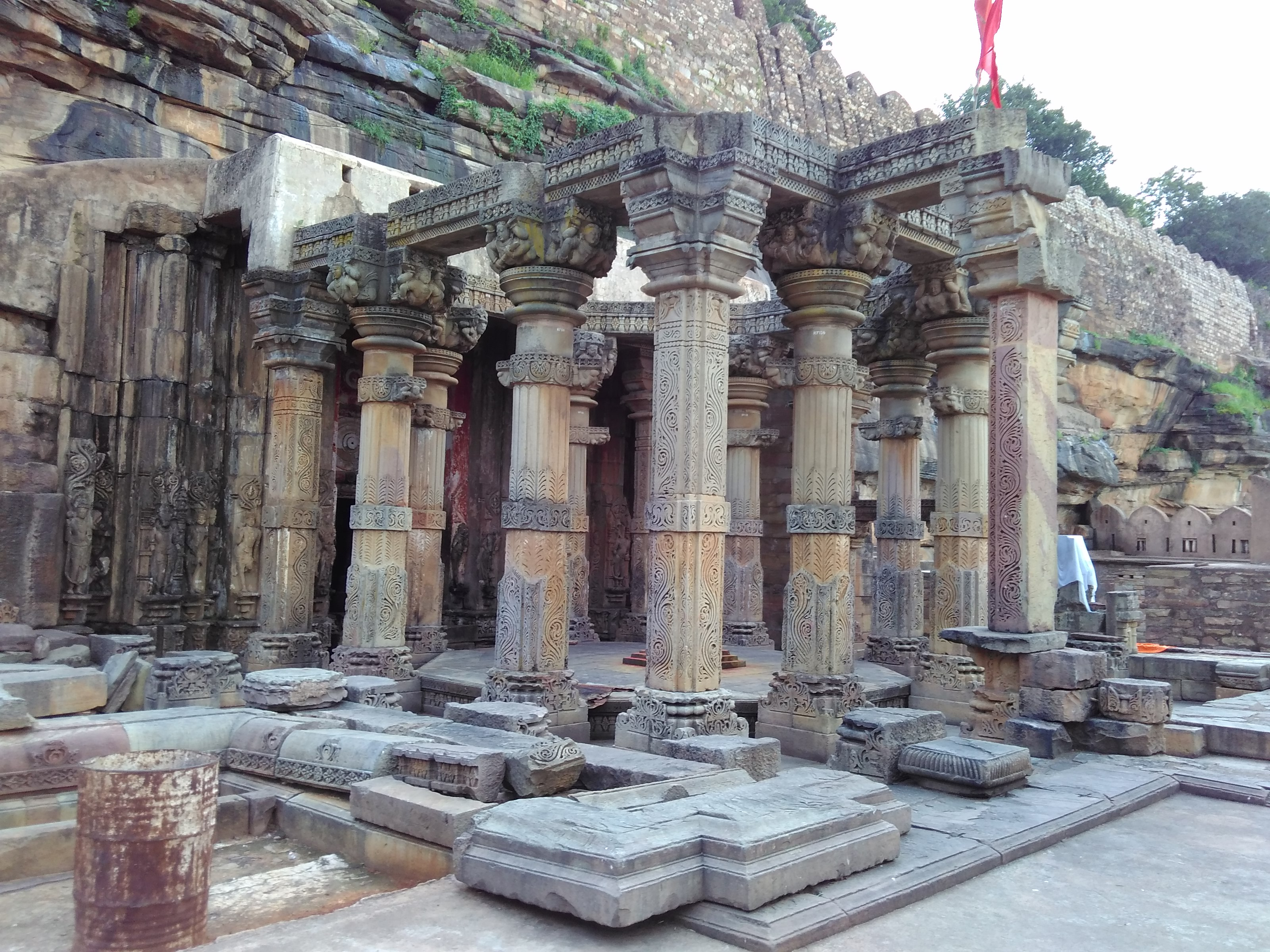
Ruines du fort de Kalinjar

## Dans la culture
Le Bundelkund est présent dans plusieurs romans de Jules Verne :
- Dans Le Tour du monde en quatre-vingts jours (1872), un des personnages principaux, Aouda, épouse de force un vieux rajah de cette région, dont elle devient ensuite veuve.
- Dans L'Île mystérieuse (1875), le Capitaine Nemo, personnage apparu dans Vingt Mille Lieues sous les mers (1869-1870), révèle que son père était le fils d'un rajah du territoire alors indépendant du Bundelkund, ainsi qu'un neveu du héros de l'Inde Tipû Sâhib[2].